# هند (استان ساسانی)
هند (همچنین «هندستان» نوشته می‌شود) نام استانی در جنوب شرقی شاهنشاهی ساسانی بود که در نزدیکی رود سند قرار داشت. مرزهای این استان مبهم است.
نیکولاوس شیندل، مورخ و سکه‌شناس اتریشی، پیشنهاد کرده‌است که این استان ممکن است با منطقه سند مطابقت داشته باشد؛ جایی که ساسانیان به‌طور مشخص سکه‌های طلای منحصربه‌فرد خود را ضرب کردند.
به گفته مورخ معاصر، سی.جی. برونر، این استان احتمالاً — هر زمان که صلاحیت قضایی ایجاد می‌شد — مناطق رودخانه سند از جمله بخش جنوبی پنجاب را شامل می‌شد.